# Rebel 2 Slušnej kanál
Rebel 2 Slušnej kanál (do 3. září 2017 pod názvem Slušnej kanál, do 31. října 2015 pod názvem Fajnrock TV) byla česká hudební televizní stanice zaměřující se na rockovou a metalovou hudbu. Cílovou skupinu tvořili diváci mezi 15 a 65 let. Stanice představovala české i zahraniční klipy od 60. let do současnosti, dávala prostor také začínajícím amatérským kapelám. Podle vyjádření programového ředitele Jana Kinšta byl Slušnej kanál moderní, drzou a inovativní televizní stanicí ctící rockové stálice.

## Historie
Zkušební vysílání bylo zahájeno v pondělí 23. dubna 2012, ostrý nepřetržitý provoz včetně internetového vysílání 1. května 2012. V prvním roce vysílání provozovatel vykázal ztrátu půl milionů korun, která byla uhrazena z půjček.
V červnu 2013 byl Slušnej kanál přidán do nabídky Komfort a balíčku Music kabelové televize UPC Česká republika, a do základní nabídky IPTV operátora Poda.
Ve druhé polovině roku 2013 se stanice představila s novým logem. Dne 10. listopadu 2013 odstartoval také nový pořad Backstage.
V pátek 15. listopadu 2013 spustil provozovatel stanice vysílání prostřednictvím středočeské terestrické sítě Prague Digital TV (Regionální síť 4) z lokality Strahov, Ládví a Zelený pruh na 46. kanálu (674 MHz). Televizní signál byl dostupný pro 1,6 milionů obyvatel.
Od 30. června 2014 byla stanice dostupná také zákazníkům slovenské kabelové televize UPC Broadband Slovakia.
Po spojení provozovatele s hudebním magazínem Rock&Pop vyhradil Slušnej kanál maximální prostor mladým českým a zahraničním kapelám, které ostatní stanice nevysílají. Kvůli sporům s jedním ze zakladatelů projektu Fajn rock music ohledně používaného názvu Fajnrock TV, byl provozovatel stanice nucen název stanice změnit. Postupná přeměna názvu proběhla již dříve a byla dovršena 1. listopadu 2015, kdy se stanice poprvé představila jako Slušnej kanál. 
Od 4. září 2017 byla stanice přejmenována na Rebel 2 Slušnej kanál.
Dne 6. dubna 2020 stanice ukončila své vysílání.

## Restaurant Music Bar Slušnej kanál
Provozovatel kanálu rovněž spoluvlastnil Restaurant Music Bar Slušnej kanál sídlící na Ondříčkové ulici 503/29 na Praze 3. Součástí dvoupatrového objektu byla rozsáhlá projekce televizního kanálu Slušnej kanál.

## TV pořady
- ANDĚLSKÁ DVACÍTKA
Pavel Anděl uvádí hitparádu s totálním magorem z vašich řad!
- 90´s
Kdo si pamatuje devadesátky, ten je nezažil!
- ALTERNATIVE
Přesvědčte se, že alternativa není jen Indie!
- ALTERNATIVE ROCK
Zahraniční a česká alternativní scéna
- ART & PROGRESSIVE
Převážně zahraniční art & progressive rock s prvkami umění
- ART & PROGRESSIVE
Rock s prvky umění
- BACKSTAGE
Pohled do zákulisí hudebního hosta
- BEST ROCK HITS
Rocková klasika
- BLUES & BOOGIE
Zahraniční a česká bluesová klasika
- CLASSIC ROCK
Největší hity classic rocku
- CORE
Nová vlna metalu a core
- ČESKOSLOVENSKO
Česká a slovenská muzika se musí podporovat!
- ČESKÝ ROCK JE FAJN
Známé ale i méně známé české partičky
- DOPOLEDNÍ KLÍDEK
Převážně soft & slow rock
- FLASHBACK
Pohled do zákulisí kapely - ARTMOSPHERE. Soutěž trvá do odvysílání poslední reprízy pořadu!
- GIRLS, GIRLS, GIRLS
Drsný holky nejen za mikrofonem
- HODINA S…
Hodinka klipů jedné kapely
- CHILL OUT
Oplodňováky na probuzení
- KONCERT
Záznamy z koncertů zahraničních i českých skupin.
- METAL & HC
Zahraniční a český metal a hardcore v jejich plné kráse
- METALSHOP STAGE
Hodinka toho nejlepšího z metalové scény
- MIGHTY SOUNDS
Hodinka divokejch r'n'r zvuků
- NOČNÍ NÁŘEZ
Razantní zahraniční a český rock
- NOČNÍ PROUD
Muzika, která přes den vysílat nelze
- NOVINKY
Nejnovější neoposlouchaný riffy
- ODPOLEDNÍ JÍZDA
Zahraniční a český rock s přesahy do 80. let
- OLDIES ROCK
Rockové perly 60. a 70. let
- PÁTEČNÍ PAŘBA
Razantní zahraniční a český rock
- PLEWELL
Rockový zprávy z nižší společnosti – na vyšší úrovni!
- POLEDNÍ KLÍDEK
Zahraniční a český soft rock & rock ballads
- PUNK LIVES
Pankáči, co zahrají víc než 3 akordy
- RANNÍ PALBA
Razantní zahraniční a český rock
- ROCK AKTUAL
Žhavé zahraniční a české rockové novinky
- ROCK LIVE
Záznamy z koncertů zahraničních i českých skupin
- ROCK MILLENIUM
Zahraniční a český rock od r. 2000 po současnost
- ROCK POP RATION
Zahraniční a český rock-pop od 80. let až po současnost
- ROCK TIME – 90'S
Devadesátky od Severního, po Jižní pól!
- ROCK TOUCH
Zahraniční a český soft rock & rock ballads
- SK ROCK JE FAJN
Známé ale i méně známé slovenské partičky
- SLUŠNEJ KANÁL
Rockovej koktejl pro každou denní dobu
- SOBOTNÍ PAŘBA
Razantní zahraniční a český rock
- TERRA ROCK MIX
Převážně soft & slow rock
- TOP 50
Nejlepší klipy roku 2015 podle redakce SLUŠNEJ KANÁL TV
- TV ROCKPARÁDA
Česká rocková hitparáda
- X-TREME
Metal, metal, metal a zase jenom metal!
- ŽIVÁKY
Live verze rock hitů

## Moderátoři
- Milan Růžička – moderátor pořadu R.I.P.
- Pavel Anděl – moderátor pořadu Andělská dvacítka
- Tomáš Fröde – moderátor pořadu Flashback
- Zeiler – moderátor pořadu Plewell

## Dostupnost

### Terestrické vysílání
| Kanál | Umístění     | Název vysílače  | Kraj            | Výkon  | Multiplex        |
| ----- | ------------ | --------------- | --------------- | ------ | ---------------- |
| 46    | Praha        | Ládví           | Praha           | 5 kW   | Regionální síť 4 |
| 46    | Praha        | Strahov         | Praha           | 10 kW  | Regionální síť 4 |
| 46    | Praha        | Zelený pruh     | Praha           | 4 kW   | Regionální síť 4 |
| 59    | Hrabyně      |                 | Moravskoslezský | 0,2 kW | Regionální síť 2 |
| 59    | Klimkovice   | Sanatoria Hýlov | Moravskoslezský | 1 kW   | Regionální síť 2 |
| 59    | Malá Morávka | Kopřivná        | Moravskoslezský | 0,2 kW | Regionální síť 2 |

### Kabelová televize
Níže je uveden seznam kabelových sítí, ve kterých byl nabízen program Slušnej kanál.

#### Česko
- CentroNet
- UPC Česká republika

#### Slovensko
- Tesatel
- UPC Broadband Slovakia

### IPTV
Níže je uveden seznam IPTV operátorů, ve kterých byl nabízen program Slušnej kanál.

#### Česko
- Dragon
- Fiber TV
- Grape SC
- JON.cz
- Kuki
- PODA
- SAT AN CableNet SE
- Select System
- T-Mobile TV
- T-Systems PragoNet

#### Slovensko
- Antik Telecom
- Fiber TV